# 鈴木靖民
鈴木 靖民（すずき やすたみ、1941年7月30日 - ）は、日本の歴史学者。専門は、日本古代史・東北アジア古代史。國學院大學名誉教授。前横浜市歴史博物館館長。

## 略歴
1941年、北海道で生まれた。國學院大學文学部史学科で学び、1964年に卒業。同大学大学院文学研究科に進学し、1969年に博士課程を単位取得退学。
その後は國學院大學文学部助教授となり、後に教授昇格。1987年、学位論文『古代対外関係史の研究』を國學院大學に提出して文学博士号を取得。2012年に國學院大學を定年退任し、名誉教授となった。2011年7月より2021年3月まで第3代横浜市歴史博物館館長を務めた。

## 受賞・栄典
- 2013年：『倭国史の展開と東アジア』で角川源義賞受賞。
- 2021年：横浜文化賞を受賞。

## 研究内容・業績
専門は古代史。倭国形成の時代から、東アジア全域の国際関係にも目を配って国家形成を考察していることから、対外関係史に関する著作も多い。
古代国家に対する視点
古代国家形成を文化人類学の首長制社会論を発展させて提唱し、「石母田正氏の提起した在地首長制論を継承する同学の方々が独自の解釈を展開したのとは逆に、そのもとを探って米欧の研究に深入りした」と自らの研究を述べている。
また、「前方後円墳の巨大化は、基本的に共同体の代表としての継承資格を継承儀礼により獲得したことを、共同体成員に対してより明確に示すためになされたものであろう」と、独自の古代国家形成論から一部の考古学者が主張する初期国家体制論を否定している。

## 著作
著書
- 『古代国家史研究の歩み：邪馬台国から大和政権まで』新人物往来社 1980
- 『古代対外関係史の研究』吉川弘文館 1985
  - オンデマンド版 2013年[7]
- 『日本の古代国家形成と東アジア』吉川弘文館 2011
  - オンデマンド版　2024年[8]
- 『比較史学への旅：ガリア・ローマから古代日本へ』勉誠出版 2012
- 『倭国史の展開と東アジア』岩波書店 2012
- 『日本古代の周縁史：エミシ・コシとアマミ・ハヤト』岩波書店 2014
- 『相模の古代史』高志書院 2014

共編著
- 『アジアからみた古代日本』(新版 古代の日本 2) 田村晃一共編 角川書店 1992
- 『NHKシリーズ 聖徳太子とその時代』遠山美都男共著 日本放送出版協会 1995
- 『古代蝦夷の世界と交流』(古代王権と交流 1) 名著出版 1996
- 『日本古代の国家と祭儀』林陸朗共編 雄山閣出版 1996
- 『木簡が語る古代史』(全2巻) 平野邦雄共編 吉川弘文館 1996-2001

1. 上[9]
2. 下[10]

- 『烽の道：古代国家の通信システム シンポジウム』平川南共編、宇都宮市実行委員会、青木書店 1997

「古代国家とのろし」
- 『倭国と東アジア』(日本の時代史 2) 吉川弘文館 2002[11]
- 『シンポジウム倭人のクニから日本へ 東アジアからみる日本古代国家の起源』学生社 2004
- 『古代日本の異文化交流』勉誠出版 2008
- 『円仁とその時代』高志書院 2009
- 『古代東アジアの仏教と王権 王興寺から飛鳥寺へ』勉誠出版 2010
- 『円仁と石刻の史料学 法王寺釈迦舎利蔵誌』高志書院 2011
- 『古代東アジアの道路と交通』荒井秀規共編　勉誠出版 2011
- 『日本古代の王権と東アジア』吉川弘文館 2012[12]
- 『日本古代の地域社会と周縁』吉川弘文館 2012[13]
- 『古代山国の交通と社会』吉村武彦・加藤友康共編 八木書店出版部 2013
- 『訳註 日本古代の外交文書』金子修一・石見清裕・浜田久美子共編、八木書店出版部 2014
- 『梁職貢図と東部ユーラシア世界』金子修一共編、勉誠出版 2014
- 『日本古代の運河と水上交通』川尻秋生・鐘江宏之共編、八木書店出版部 2015